# Aqüeducte de Skopje
L'aqüeducte de Skopje (en macedònic Скопски аквадукт) és un antic aqüeducte romà d'Orient o otomà, situat a 2 km al nord-oest del centre de la ciutat de Skopje, la capital de Macedònia del Nord. És un dels aqüeductes més grans i millor conservats de l'antiga Iugoslàvia, junt amb l'Aqüeducte de Bar, prop de Stari Bar, Montenegro i l'Aqüeducte de Dioclecià, prop de Split, a Croàcia. És un dels tres aqüeductes pertanyents a l'antiga Iugoslàvia en sòl macedoni.
La seva data de construcció es desconeix, no està establerta d'una forma clara. Hi ha tres teories:
- es considera que pot haver estat construït pels romans (segle i)
- Es considera que pot haver estat construït durant el regnat de l'emperador Justinià I
- La teoria que es considera més probable creu que va ser construït en el segle xvi.[2][3]

Aquest aqüeducte fou usat fins al segle xviii. Queden dempeus aproximadament 386 metres d'aqüeducte, amb 55 arcs d'estructura de pedra i maó. Se suposa que l'aqüeducte agafava l'aigua de la font Lavovec (al poble de Gluvo i de la muntanya Skopska Crna Gora), 9 km al nord-oest de Skopje i la portava al centre de la ciutat.